# Schwarze Reichswehr
Schwarze Reichswehr was de naam voor de buitenwettelijke paramilitaire formaties die door het Duitse Reichswehr-leger werden gepromoot in de tijd van de Weimarrepubliek. Dit leger werd gevormd ondanks beperkingen opgelegd door het Verdrag van Versailles. In 1923 werd de geheime organisatie ontbonden na de mislukte Küstrin Putsch.

## Afbeeldingen

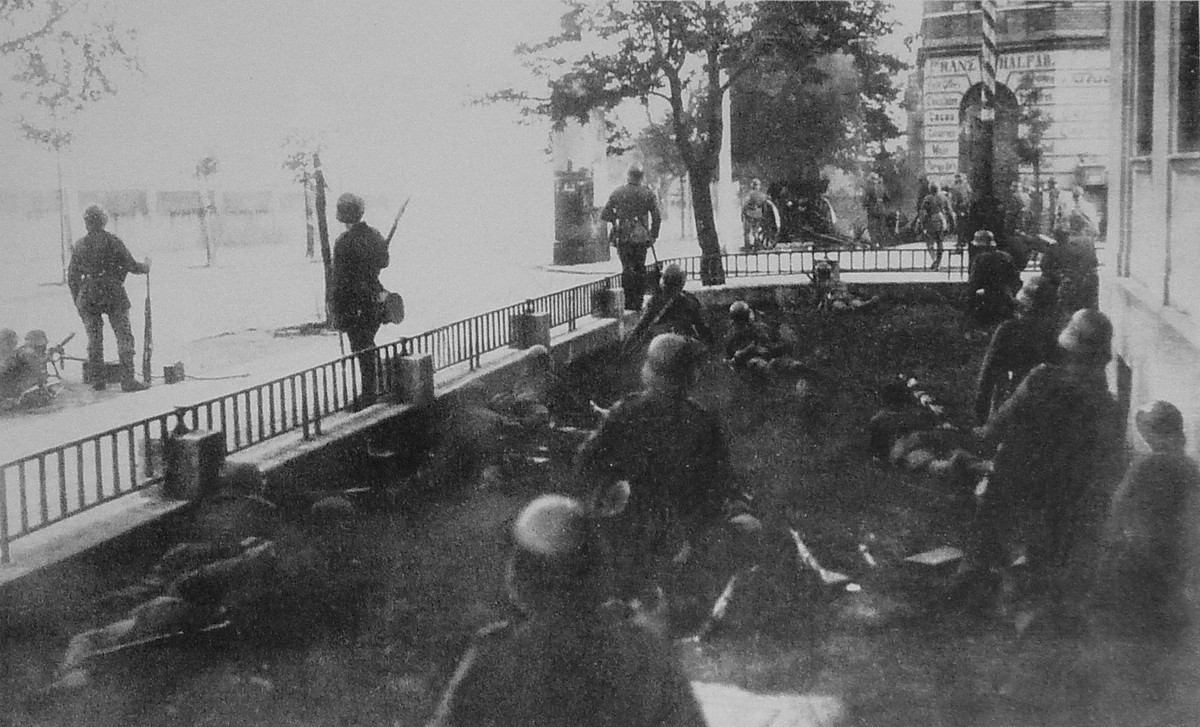
De Schwarze Reichswehr vecht tegen Poolse en Duitse troepen tijdens de Groot-Polenopstand van 1919.